# En plats i solen (1951)
En plats i solen (originaltitel: A Place in the Sun) är en amerikansk dramafilm från 1951 i regi av George Stevens, med Montgomery Clift och Elizabeth Taylor i huvudrollerna. Filmen är baserad på romanen En amerikansk tragedi från 1925 av Theodore Dreiser och vann sex Oscarsstatyetter, bland annat för bästa manus och bästa regi.

## Handling
George Eastman (Montgomery Clift) är en fattig yngling fast besluten att arbeta hårt för att vinna en plats åt sig själv i de högre samhällskretsarna. Genom en rik släkting får han arbete på en fabrik. Men snart utvecklar sig ett triangeldrama som blir allt svårare för George att kontrollera. 

## Rollista i urval
| Montgomery Clift   | – George Eastman   |
| Elizabeth Taylor   | – Angela Vickers   |
| Shelley Winters    | – Alice Tripp      |
| Anne Revere        | – Hannah Eastman   |
| Keefe Brasselle    | – Earl Eastman     |
| Fred Clark         | – Bellows          |
| Raymond Burr       | – R. Frank Marlowe |
| Herbert Heyes      | – Charles Eastman  |
| Shepperd Strudwick | – Anthony Vickers  |
| Frieda Inescort    | – Ann Vickers      |
| Kathryn Givney     | – Louise Eastman   |
| Walter Sande       | – Art Jansen       |
| Ted de Corsia      | – R.S. Oldendorff  |